# Nymphetamine
Nymphetamine je šestým studiovým albem britské extrememetalové skupiny Cradle of Filth, vyšlo 28. září 2004. Název vznikl kontaminací anglických slov pro nymfomanii a amfetamin. Za titulní skladba byla skupina v roce 2005 nominována na cenu Grammy. Ta se na albu nachází hned dvakrát, jednou v nezkrácené devítiminutové verzi a poté jako bonusová pětiminutová skladba pod názvem Nymphetamine Fix. Zkrácená verze se objevila také na soundtracku k filmu Resident Evil: Apokalypsa.

## Seznam skladeb
1. Satyriasis (Instrumental) – 1:42
2. Gilded Cunt – 4:08
3. Nemesis – 7:18
4. Gabrielle – 5:27
5. Absinthe with Faust – 5:14
6. Nymphetamine (Overdose) – 9:14
7. Painting Flowers White Never Suited My Palette (Instrumental) – 1:57
8. Medusa and Hemlock – 4:44
9. Coffin Fodder – 5:17
10. English Fire – 4:45
11. Filthy Little Secret – 6:16
12. Swansong for a Raven – 7:09
13. Mother of Abominations – 7:33

### Bonusový disk speciální edice
1. Devil Woman (Cliff Richard cover) – 3:38
2. Soft White Throat – 5:40
3. Bestial Lust (Bitch) (Bathory cover) – 2:54
4. Prey – 4:57
5. Nymphetamine Fix – 5:03
6. Mr. Crowley (Ozzy Osbourne cover) – 5:41
7. Nymphetamine Video - 5:06

## Sestava
- Dani Filth – zpěv, texty
- Paul Allender – kytara
- James McIlroy - kytara
- Martin Powell – klávesy
- Dave Pybus – baskytara
- Adrian Erlandsson – bicí